# Mistrzostwa Ameryki Południowej Juniorów Młodszych w Lekkoatletyce 2012
21. Mistrzostwa Ameryki Południowej Juniorów Młodszych w Lekkoatletyce – zawody lekkoatletyczne dla sportowców, którzy nie ukończyli 18 lat, które odbyły się w Mendozie 27 i 28 października 2012 roku. Organizatorem zawodów była Południowoamerykańska Konfederacja Lekkoatletyczna.

## Rezultaty
| Konkurencja:                  | 1. miejsce                                                                               | Rezultat  |
| Bieg na 100 m                 | Arturo Deliser                                                                           | 10,95     |
| Bieg na 200 m                 | Arturo Deliser                                                                           | 21,31     |
| Bieg na 400 m                 | William Landázury                                                                        | 48,88     |
| Bieg na 800 m                 | Jorge Collares                                                                           | 1:51,69   |
| Bieg na 1500 m                | Eric Pomaski                                                                             | 4:05,28   |
| Bieg na 3000 m                | André do Rosário                                                                         | 8:34,47   |
| Bieg na 110 m przez płotki    | João Gabriel Bento                                                                       | 14,14w    |
| Bieg na 400 m przez płotki    | Wilson Bello                                                                             | 52,62     |
| Bieg na 2000 m z przeszkodami | Mateo Rossetto                                                                           | 6:07,55   |
| Sztafeta szwedzka             | Brazylia · Jonatan Rodrigues · Vitor Hugo dos Santos · Gabriel dos Santos · Rafael Peres | 1:55,00   |
| Chód na 10 000 m              | Brayan Fuentes                                                                           | 47:05,21  |
| Skok wzwyż                    | Yohan Chaverra                                                                           | 2,10      |
| Skok o tyczce                 | Matías Guerrero                                                                          | 4,40      |
| Skok w dal                    | Gabriel Constantino                                                                      | 7,35      |
| Trójskok                      | Mateus Daniel de Sá                                                                      | 15,26     |
| Pchnięcie kulą (5 kg)         | Felipe Leal                                                                              | 18,23     |
| Rzut dyskiem (1,5 kg)         | Giovanni Bonilla                                                                         | 57,00     |
| Rzut młotem (5 kg)            | Joaquín Gómez                                                                            | 81,15 AYB |
| Rzut oszczepem (700 g)        | Alesander Valencia                                                                       | 64,08     |
| Ośmiobój                      | Jefferson Santos                                                                         | 6141 pkt. |

| Konkurencja:                  | 1. miejsce                                                                      | Rezultat  |
| Bieg na 100 m                 | Tamiris de Liz                                                                  | 11,99w    |
| Bieg na 200 m                 | Letícia de Souza                                                                | 24,30     |
| Bieg na 400 m                 | Zulley Melissa Torres                                                           | 55,20     |
| Bieg na 800 m                 | Ana Karolyne Silva                                                              | 2:12,60   |
| Bieg na 1500 m                | Marguie Ryvera                                                                  | 4:37,58   |
| Bieg na 3000 m                | Evelyn Escobar                                                                  | 10:09,88  |
| Bieg na 100 m przez płotki    | Génesis Romero                                                                  | 14,32     |
| Bieg na 400 m przez płotki    | Briannill Cardonna                                                              | 61,49     |
| Bieg na 2000 m z przeszkodami | Zulema Arenas                                                                   | 6:40,28   |
| Sztafeta szwedzka             | Wenezuela · Aries Sánchez · Jhoanmy Luque · Génesis Romero · Briannill Cardonna | 2:13,12   |
| Chód na 5000 m                | Stefany Coronado                                                                | 25:16,33  |
| Skok wzwyż                    | Ana Paula de Oliveira                                                           | 1,76      |
| Skok o tyczce                 | Noelina Madarieta                                                               | 3,65      |
| Skok w dal                    | Gabriele dos Santos                                                             | 5,79      |
| Trójskok                      | Ingrid Lira                                                                     | 12,54     |
| Pchnięcie kulą (3 kg)         | Izabella da Silva                                                               | 16,82     |
| Rzut dyskiem                  | Izabella da Silva                                                               | 47,19     |
| Rzut młotem (3 kg)            | Ana María Vásquez                                                               | 61,19     |
| Rzut oszczepem (500 g)        | Laura Paredes                                                                   | 45,81     |
| Siedmiobój                    | Leonela Graciani                                                                | 5090 pkt. |